# Hammamet (film)
Pour les articles homonymes, voir Hammamet (homonymie).
Pour plus de détails, voir Fiche technique et Distribution.
Hammamet est un film italien réalisé par Gianni Amelio, sorti en 2020.

## Synopsis
Le film raconte les six derniers mois de Bettino Craxi, personnage majeur de la politique italienne, qui s'est exilé à Hammamet en Tunisie après sa mise en cause dans l'opération Mains propres.

## Fiche technique
- Titre français : Hammamet
- Réalisation : Gianni Amelio
- Scénario : Gianni Amelio et Alberto Taraglio
- Décors : Andrea Castorina
- Costumes : Maurizio Millenotti
- Photographie : Luan Amelio
- Montage : Simona Paggi
- Musique : Nicola Piovani
- Pays d'origine : Italie
- Format : couleurs - 35 mm
- Genre : biographie, drame
- Durée : 126 minutes
- Date de sortie :
  - Italie : 9 janvier 2020

## Distribution
- Pierfrancesco Favino : le président
- Livia Rossi : la fille Anita
- Alberto Paradossi : le fils
- Luca Filippi : Fausto Sartori
- Silvia Cohen : l'épouse
- Renato Carpentieri : l'homme politique
- Claudia Gerini : l'amant
- Federico Bergamaschi : le neveu Francesco
- Roberto De Francesco : le médecin de l'hôpital psychiatrique
- Adolfo Margiotta : l'acteur
- Massimo Olcese : l'acteur habillé en femme
- Omero Antonutti : le père
- Giuseppe Cederna : Vincenzo Sartori

## Distinctions
- Rubans d'argent 2020 : meilleur acteur pour Pierfrancesco Favino[1]
- David di Donatello 2021 : Meilleur maquilleur